# Världsmästerskapen i hastighetsåkning på skridskor 1913
Världsmästerskapen i hastighetsåkning på skridskor 1913 avgjordes under perioden 1-2 mars 1913 på Norra hamnens isbana i Helsingfors i Storfurstendömet Finland.
Regerande mästaren Oscar Mathisen försvarade titeln, och blev den första fyrfaldiga världsmästaren.

## Allroundresultat
| Placering | Åkare               | Nation     | Poäng | 500 meter  | 5 000 meter | 1500 meter  | 10 000 meter |
| 1         | Oscar Mathisen      | Norge      | 6     | 46.0 (1)   | 8:56.1 (2)  | 2:24.4 (1)  | 18:04.9 (2)  |
| 2         | Vasilij Ippolitov   | Ryssland   | 15    | 50.1 (12)  | 8:43.4 (1)  | 2:26.3 (2)  | 17:37.8 (1)  |
| 3         | Nikita Naydenov     | Ryssland   | 20    | 49.5 (10)  | 9:08.7 (4)  | 2:29.3 (3)  | 18:30.5 (4)  |
| 4         | Henning Olsen       | Norge      | 24    | 47.2 (2)   | 9:27.8 (8)  | 2:30.9 (6)  | 19:16.6 (8)  |
| 5         | Väinö Wickström     | () Finland | 24,5  | 48.9 (5)   | 9:12.0 (5)  | 2:31.6 (9)  | 18:35.2 (5)  |
| 6         | Platon Ippolitov    | Ryssland   | 28    | 51.0 (13)  | 9:01.7 (3)  | 2:32.6 (10) | 18:08.0 (3)  |
| 7         | Petrus Axelson      | Sverige    | 30    | 49.9 (11)  | 9:21.4 (6)  | 2:31.4 (7)  | 18:45.4 (7)  |
| 8         | Gunnar Strömstén    | () Finland | 31    | 55.0 (15)* | 9:21.7 (7)  | 2:30.2 (4)  | 18:35.6 (6)  |
| 9         | Bjarne Frang        | Norge      | 34    | 47.4 (3)   | 9:44.7 (13) | 2:30.5 (5)  | 19:47.0 (13) |
| 10        | Arvo Tuomainen      | () Finland | 36    | 49.0 (7)   | 9:28.5 (9)  | 2:33.3 (11) | 19:17.3 (9)  |
| 11        | Martin Sæterhaug    | Norge      | 38    | 48.0 (4)   | 9:36.2 (12) | 2:31.5 (8)  | 19:48.2 (14) |
| 12        | Walter Tverin       | () Finland | 39,5  | 48.9 (5)   | 9:35.4 (11) | 2:34.3 (12) | 19:24.7 (11) |
| 13        | Nikolay Rundyaltsev | Ryssland   | 43    | 49.1 (8)   | 9:29.7 (10) | 2:35.3 (13) | 19:36.4 (12) |
| 14        | Yevgeni Korolyov    | Ryssland   | 51    | 51.3 (14)  | 9:53.2 (14) | 2:40.7 (14) | 19:18.2 (10) |
| NC        | Lauri Helanterä     | () Finland | -     | 49.2 (9)   | 9:56.5 (15) | NS          | NS           |

 * = Föll
NC = Utan slutplacering
NF = Slutförde ej tävlingen
NS = Startade ej
 DQ = Diskvalificerad
Källor: SpeedSkatingStats.com

## Regler
Fyra distanser åktes:
- 500 meter
- 1500 meter
- 5000 meter
- 10000 meter

Ranking gjordes efter ett poängsystem. Poängen delades ut till åkare som åkt alla distanser. Slutrankingen avgjordes sedan genom att rangordna åkarna, med lägsta poäng först.
- 1 poäng för 1:e plats
- 2 poäng för 2:a plats
- 3 poäng för 3:e plats
- och så vidare

Dåtida godkände också att om någon vunnit minst tre av fyra distanser blev denna världsmästare.
Silver- och bronsmedaljer delades ut.

### Fotnoter
1. ↑  ”Results of the 1913 World Championship Allround Men”. SpeedSkatingStats.com. http://www.speedskatingstats.com/index.php?file=championships&g=m&type=wchall&year=1913. Läst 25 augusti 2012.